# (4671) Drtikol
(4671) Drtikol est un astéroïde de la ceinture principale.

## Description
(4671) Drtikol est un astéroïde de la ceinture principale. Il fut découvert le 10 janvier 1988 à l'Observatoire Kleť par Antonín Mrkos. Il présente une orbite caractérisée par un demi-grand axe de 2,39 UA, une excentricité de 0,06 et une inclinaison de 4,8° par rapport à l'écliptique.

## Compléments